# Svetovno prvenstvo v veslanju 2002
25. Svetovno prvenstvo v veslanju se je odvijalo med  15. in 22. septembrom 2002 v Sevilli, Španija.

## Medalje po državah
| Mesto  | Država                     |    |    |    | Skupaj |
| ------ | -------------------------- | -- | -- | -- | ------ |
| 1      | Nemčija                    | 5  | 4  | 3  | 12     |
| 2      | Italija                    | 3  | 4  | 4  | 10     |
| 3      | Združeno kraljestvo        | 3  | 1  | 2  | 6      |
| 4      | Avstralija                 | 3  | 1  | 1  | 5      |
| 5      | Bolgarija                  | 2  | 0  | 0  | 2      |
| 6      | ZDA                        | 1  | 2  | 4  | 7      |
| 7      | Kanada                     | 1  | 2  | 1  | 4      |
| 8      | Danska                     | 1  | 1  | 1  | 3      |
| 9      | Čile                       | 1  | 1  | 0  | 2      |
| 10     | Madžarska                  | 1  | 0  | 0  | 1      |
| 10     | Irska                      | 1  | 0  | 0  | 1      |
| 10     | Nova Zelandija             | 1  | 0  | 0  | 1      |
| 10     | Romunija                   | 1  | 0  | 0  | 1      |
| 14     | Poljska                    | 0  | 2  | 0  | 2      |
| 15     | Belorusija                 | 0  | 1  | 2  | 3      |
| 15     | Španija                    | 0  | 1  | 2  | 3      |
| 17     | Nizozemska                 | 0  | 1  | 1  | 2      |
| 18     | Južna Afrika               | 0  | 1  | 0  | 1      |
| 18     | Rusija                     | 0  | 1  | 0  | 1      |
| 18     | Slovenija                  | 0  | 1  | 0  | 1      |
| 20     | Hrvaška                    | 0  | 0  | 2  | 2      |
| 22     | Ljudska republika Kitajska | 0  | 0  | 1  | 1      |
| 22     | Norveška                   | 0  | 0  | 1  | 1      |
| Skupaj | Skupaj                     | 24 | 24 | 24 | 72     |

## Pregled medalj
| Dogodek:                    | Zlato: | Čas      | Srebro: | Čas     | Bron: | Čas     |
| Moški                       | |          | |         | |         |
| enojec                      | Nemčija · Marcel Hacker | 6:36.33  | Slovenija · Iztok Čop | 6:39.00 | Norveška Olaf Tufte | 6:39.45 |
| dvojni dvojec               | Madžarska Akos Haller (b) Tibor Peto (s) | 6:05.74  | Italija Agostino Abbagnale (b) Franco Berra (s) | 6:06.93 | Nemčija · Andre Willms (b) · Andreas Hajek (s) | 6:07.77 |
| dvojni četverec             | Nemčija · Rene Bertram (b) · Stephan Volkert (2) · Marco Geisler (3) · Robert Sens (s) | 5:39.57  | Poljska Adam Bronikowski (b) Marek Kolbowicz (2) Slawomir Kruszkowski (3) Adam Korol (s) | 5:40.43 | Italija Mattia Righetti (b) Marco Ragazzi (2) Rossano Galtarossa (3) Simone Raineri (s) | 5:43.62 |
| dvojec s krmarjem           | Nemčija · Lars Krisch (b) · Andreas Werner (s) · Claus Müller-Gatermann (c) | 6:47.93  | ZDA · Daniel Beery (b) · Dana Schmunk (s) · Joe Manion (c) | 6:50.60 | Avstralija · Tom Laurich (b) · Rob Jahrling (s) · Michael Toon (c) | 6:53.77 |
| dvojec brez krmarja         | Združeno kraljestvo James Cracknell (b) Matthew Pinsent (s) | 6:14.27  | Južna Afrika Ramon Di Clemente (b) Donovan Cech (s) | 6:15.60 | Hrvaška · Siniša Skelin (b) · Nikša Skelin (s) | 6:15.97 |
| četverec s krmarjem         | Združeno kraljestvo Tom Stallard (b) Steve Trapmore (2) Luka Grubor (3) Kieran West (s) Christian Cormack (c)                                                                                     | 6:06.70  | Nemčija · Arne Landgraf (b) · Martin Zobelt (2) · Jan martin Broeer (3) · Klaus Rogge (s) · Stefan Lier (c)                                                                                             | 6:08.88 | Hrvaška · Igor Boraska (b) · Oliver Martinov (2) · Ivan Jukić (3) · Ninoslav Šaraga (s) · Luka Travaš (c)                                                                                        | 6:10.54 |
| četverec brez krmarja       | Nemčija · Sebastian Thormann (b) · Paul Dienstbach (2) · Philipp Stueer (3) · Bernd Heidicker (s) ·                                                                                               | 5:41.35  | Združeno kraljestvo Steve Williams (b) Josh West (2) Toby Garbett (3) Rick Dunn (s) | 5:41.60 | Italija Niccolo Mornati (b) RaFfaello Leonardo (2) Lorenzo Carboncini (3) Carlo Mornati (s) | 5:44.12 |
| osmerec                     | Kanada · Matt Swick (b) · Kevin Light (2) · Ben Rutledge (3) · Kyle Hamilton (4) · Joe Stankevicius (5) · Andrew Hoskins (6) · Adam Kreek (7) · Jeff Powell (s) · Brian Price (c)                 | 5:26.92  | Nemčija · Sebastian Schulte (b) · Thorsten Engelmann (2) · Jörg Diessner (3) · Stephan Koltzk (4) · Johannes Dobershütz (5) · Enrico Schnabel (6) · Ulf Siems (7) · Michael Ruhe (s) · Peter Thiede (c) | 5:28.16 | ZDA · Ryan Torgerson (b) · Garrett Klugh (2) · Joseph Hansen (3) · Wolfgang Moser (4) · Michael Wherley (5) · Eric Müller (6) · Bryan Volpenhein (7) · Jonathan Watling (s) · Pete Cipollone (c) | 5:29.27 |
| lahki enojec                | Irska Sam Lynch | 6:49.86  | Italija Stefano Basalini | 6:51.29 | ZDA · Steve Tucker | 6:52.94 |
| lahki dvojni dvojec         | Italija Elia Luini (b) Leonardo Pettinari (s) | 6:10.80  | Poljska Tomasz Kucharski (b) Robert Sycz (s) | 6:13.50 | Danska Mads Rasmussen (b) Rasmus Quist (s) | 6:14.82 |
| lahki dvojni četverec       | Italija Emanuele Federici (b), Daniele Gilardoni (2) Luca Moncada (3) Filippo Mannucci (s) | 5:51.89  | Španija Jose A. Martin Martin (b) Juan Luis Aguierre Barco (2) Carlos Loriente Perez (3) Alberto Dominguez Lorenzo (s)                                                                                  | 5:54.23 | Nizozemska Wolter Blankert (b) Koos de Loos (2) Dylan van der Linde (3) Marten Bosma (s) | 5:54.59 |
| lahki dvojec brez krmarja   | Čile Christian Yantani Garces (b) Miguel Cerda Silva (s) | 6:29.97  | Italija Carlo Gaddi (b) Franco Sancassani (s) | 6:31.94 | Združeno kraljestvo Ned Kittoe (b) Nick English (s) | 6:34.40 |
| lahki četverec brez krmarja | Danska Thor Kristensen (b) Thomas Ebert (2) Stephan Moelvig (3) Eskild Ebbesen (s) | 5Z:47.21 | Italija Lorenzo Bertini (b) Catello Amarante (2) Salvatore Amitrano (3) Bruno Mascarenhas (s) | 5:49.41 | Kanada · Douglas Vandor (b) · Iain Brambell (2) · Jonathan Mandick (3) · Gavin Hassett (s) | 5:50.55 |
| lahki osmerec               | Italija Luigi Scala (b) Alessandro Lodigiani (2) Giuseppe Del Gaudio (3) Nicola Moriconi (4) Marco Paniccia (5) Carlo Grande (6) Stefano Fraquelli (7) Bruno Pasqualini (s) Vincenzi Di Palma (c) | 5:35.05  | Nemčija · Martin Raeder (b) · Lars Achtruth (2) · Martin Fauck (3) · Joachim Drews (4) · Marcus Puetz (5) · Matthias Hobein (6) · Sven Johannesmeier (7) · Christian Dahlke (s) · Jörg Dederding (c)    | 5:36.61 | ZDA · Gavin Blackmore (b) · Eric Feins (2) · Josh Cashman (3) · Andrew Liverman (4) · Erik Miller (5) · Jon Douglas (6) · Thomas Paradiso (7) · Matthew Smith (s) · Bill McManus (c)             | 5:38.21 |
| Ženske                      | |          | |         | |         |
| enojec                      | Bolgarija Rumjana Nejkova | 7:07.71  | Belorusija · Ekaterina Karsten-Hodotovič | 7:11.74 | Nemčija · Katrin Rutschow | 7:17.07 |
| dvojni dvojec               | Nova Zelandija Georgina Evers-Swindell (b) Caroline Evers-Swindell | 6:38.78  | Rusija · Larisa Merk (b) · Irina Fedotova (s) | 6:41.06 | Italija Elisabetta Sancassani (b) Gabriella Bascelli (s) | 6:41.65 |
| dvojni četverec             | Nemčija · Peggy Waleska (b) · Marita Scholz (2) · Manuela Lutze (3) · Kerstin El Qalqili-Kowalski (s)                                                                                             | 6:15.66  | Danska Astrid Jespersen (b) sarah Lauritzen (2) Dorthe Pedersen (3) Majbrit Nielsen (s) | 6:16.84 | Belorusija · I. Jansen-Zahareuskaja (b) · Volha Berazniova (2) · Ekaterina Karsten-Hodotovič (3) · Marija Varona (s)                                                                             | 6:18.12 |
| dvojec brez krmarke         | Romunija Georgeta Damian-Andrunache (b) Viorica Susanu (s) | 6:53.80  | Kanada · Jacqui Cook (b) · Karen Clark (s) | 6:57.08 | Belorusija · Julija Bičik (b) · Natallia Helah (s) | 6:59.21 |
| četverec brez krmarke       | Avstralija · Kristina Larsen (b) · Jodi Winter (2) · Rebecca Sattin (3) · Victoria Roberts (s) | 6:26.11  | Kanada · Roslin McLeod (b) · Rachelle De Jong (2) · Darcy Marquardt (3) · Paulina Van Roessel (s) | 6:28.32 | Ljudska republika Kitajska Guifeng Zhao (b) Cuiping Yang (2) Huanling Cong (3) Xueling Feng (s)                                                                                                  | 6:31.28 |
| osmerec                     | ZDA · Katherine Kate Johnson (b) · Dana Peirce (2) · Caryn Davies (3) · Maite Urtasun (4) · Bernadette Marten (5) · Alison Cox (6) · Anna Cummins (7) · Kate Mackenzie (s) · Mary Whipple (c)     | 6:04.25  | Avstralija · Jodi Winter (b) · Jo Lutz (2) · Julia Wilson (3) · Jane Robinson (4) · Rachael Taylor (5) · Rebecca Sattin (6) · Victoria Roberts (7) · Kristina Larsen (s) · Carly Bilson (c)             | 6:05.10 | Nemčija · Anja Pyritz (b) · Maja Tucholke (2) · Britta Holthaus (3) · Dana Pyritz (4) · Nicole Zimmermann (5) · Susanne Schmidt (6) · Lenka Wech (7) · Silke Günther (s) · Annina Ruppel (c)     | 6:05.19 |
| lahki enojec                | Bolgarija Viktorija Dimitrova | 7:28.89  | ZDA · Lisa Schlenker | 7:30.56 | Španija Teresa Mas De Xaxars | 7:31.21 |
| lahki dvojni dvojec         | Avstralija · Sally Causby (b) · Amber Halliday (s) | 6:52.84  | Nemčija · Janet Raduenzel (b) · Claudia Blasberg (s) | 6:53.56 | Združeno kraljestvo Helen Casey (b) Tracy Langlands (s) | 6:55.28 |
| lahki dvojni četverec       | Avstralija · Zita wan de Walle (b) · Marguerite Houston (2) · Miranda Bennett (3) · Kenny Every (s)                                                                                               | 6:29.55  | Nizozemska Mariel Pikkemaat (b) Mirjam ter Beek (2) Judith van Os (3) Maud Klinkers (s) | 6:30.01 | ZDA · Anne Finke (b) · Abigail Cromwell (2) · Michelle Borkhuis (3) · Wendy Tripician (s) | 6:32.48 |
| lahki dvojec brez krmarke   | Združeno kraljestvo Naomi Ashcroft (b) Leonie Barron (s) | 7:29.91  | Čile Paola Rodriguez Gallardo (b) Caroina Godoy Alarcon (s) | 7:41.21 | Španija Maria Almuedo Castillo(b) Beatriz Casanueva (s) | 7:47.26 |